# BGL Luxembourg Open 2019
BGL BNP Paribas Luxembourg Open 2019 - жіночий тенісний турнір, що проходив на закритих кортах з твердим покриттям у Люксембургу (Люксембург), спонсором якого був BNP Paribas. Це був 24-й за ліком BGL Luxembourg Open. Належав до категорії International в рамках Туру WTA 2019. Тривав з 14 до 20 жовтня 2019 року.

## Очки і призові

### Нарахування очок
| Дисципліна       | П   | Ф   | ПФ  | ЧФ | 1/8 | 1/16 | Q   | Q3  | Q2  | Q1  |
| Одиночний розряд | 280 | 180 | 110 | 60 | 30  | 1    | 18  | 14  | 10  | 1   |
| Парний розряд    | 280 | 180 | 110 | 60 | 1   | Н/Д  | Н/Д | Н/Д | Н/Д | Н/Д |

### Призові гроші
| Дисципліна       | П       | Ф       | ПФ     | ЧФ     | 1/8    | 1/161  | Q3   | Q2   | Q1   |
| Одиночний розряд | €34,677 | €17,258 | €9,113 | €4,758 | €2,669 | €1,552 | €810 | €589 | €427 |
| Парний розряд *  | €9,919  | €5,161  | €2,770 | €1,468 | €774   | Н/Д    | Н/Д  | Н/Д  | Н/Д  |

1 Кваліфаєри отримують і призові гроші 1/16 фіналу

* на пару

## Учасниці основної сітки в одиночному розряді

### Сіяні
| Країна     | Гравчиня           | Рейтинг1 | Сіяна |
| ---------- | ------------------ | -------- | ----- |
| Бельгія    | Елісе Мертенс      | 19       | 1     |
| Німеччина  | Юлія Гергес        | 27       | 2     |
| Казахстан  | Олена Рибакіна     | 43       | 3     |
| Бельгія    | Алісон ван Ейтванк | 44       | 4     |
| Словаччина | Вікторія Кужмова   | 53       | 5     |
| Італія     | Каміла Джорджі     | 63       | 6     |
| Франція    | Фіона Ферро        | 65       | 7     |
| Росія      | Анна Блінкова      | 66       | 8     |

- Рейтинг станом на 7 жовтня 2019

### Інші учасниці
Нижче наведено учасниць, які отримали вайлдкард на участь в основній сітці:
- Менді Мінелла
- Олена Остапенко
- Katie Volynets

Учасниці, що потрапили в основну сітку завдяки захищеному рейтингу:
- Деніса Аллертова
- Шелбі Роджерс

Нижче наведено гравчинь, які пробились в основну сітку через стадію кваліфікації:
- Марта Костюк
- Антонія Лоттнер
- Моніка Нікулеску
- Хлое Паке

Як щасливий лузер в основну сітку потрапили такі гравчині:
- Бібіана Схофс

### Знялись з турніру
До початку турніру
- Марія Бузкова → її замінила  Місакі Дой
- Медісон Бренгл → її замінила  Лаура Зігемунд
- Деніелл Коллінз → її замінила  Кейті Макнеллі
- Алізе Корне → її замінила  Тамара Корпач
- Анджелік Кербер → її замінила  Альона Большова
- Катерина Козлова → її замінила  Бібіана Схофс
- Ребекка Петерсон → її замінила  Татьяна Марія
- Леся Цуренко → її замінила  Сорана Кирстя

### Завершили кар'єру
- Маргарита Гаспарян (травма спини)
- Андреа Петкович (травма лівого коліна)
- Алісон ван Ейтванк (травма лівої щиколотки)

## Учасниці основної сітки в парному розряді

### Сіяні
| Країна | Гравчиня           | Країна  | Гравчиня         | Рейтинг1 | Сіяна |
| ------ | ------------------ | ------- | ---------------- | -------- | ----- |
| Чехія  | Крістина Плішкова  | Чехія   | Рената Ворачова  | 119      | 1     |
| США    | Кейтлін Крістіан   | Чилі    | Алекса Гуарачі   | 137      | 2     |
| Росія  | Маргарита Гаспарян | Румунія | Моніка Нікулеску | 144      | 3     |
| Росія  | Анна Блінкова      | Японія  | Мію Като         | 144      | 4     |

- 1 Рейтинг подано станом на 7 жовтня 2019

### Інші учасниці
Пари, що отримали вайлд-кард на участь в основній сітці:
- Elizabeth Mandlik /  Katie Volynets
- Елеонора Молінаро /  Катажина Пітер

Наведені нижче пари отримали місце як заміна:
- Амандін Есс /  Хлое Паке

### Відмовились від участі
До початку турніру
- Їсалін Бонавентюре (left травма плеча)
- Моніка Нікулеску (left lower leg injury)

## Переможниці

### Одиночний розряд
- Олена Остапенко —  Юлія Гергес, 6–4, 6–1

### Парний розряд
- Корі Гофф /  Кейті Макнеллі —  Кейтлін Крістіан /  Алекса Гуарачі, 6–2, 6–2